# せーじ・けーすけ
せーじ・けーすけは、日本のお笑いコンビ、漫才師。ボーイズバラエティ協会所属。せーじは理事を務める。1990年結成。2013年解散を発表。

## メンバー
- せーじ（1964年3月5日-）ツッコミ担当。
  - 兵庫県神戸市出身。
  - 血液型：O型。
  - 特技：関西弁、釣り、柔道、太ったり痩せたり自由自在。
  - バルーンアーティスト風船王子としてプロデューサーハウスあ・うんと業務提供している。

- けーすけ（1964年11月23日-）ボケ担当。
  - 兵庫県姫路市出身。
  - 血液型：O型。
  - 趣味：サーフィン、乗馬。
  - 特技：関西弁、逆立ち、ゲートボール。
  - 役者としても活動している。

## 経歴
- 渡辺プロダクションにいた、せーじが、児童劇団の役者をしていたけーすけを誘いコンビを組む。
- 1990年に漫才師「せーじ・けーすけ」でデビュー。数々の舞台、TVで賞を受賞。
- 1992年一度解散。解散後せーじは、新コンビ「ぱおーん」「アックスボンバー」を結成。けーすけは、ピン芸人として活動。
- 8年間の別々の経て2000年にせーじ・けーすけ再結成。
- 2003年からは、経済産業省公認の「新エネルギー博士」として全国の小中学校で講演を行った。
- 2013年3月３日、コンビ解散を発表。
- せーじはバルーンアーティスト「風船王子」として、けーすけもバルーンアーティスト「バルーンケースケ」のほか、俳優、プロレスラー、歌手としてそれぞれ活動。

## 芸風
- 主にテンポのいい正統派の漫才を披露していた。
- ツイストバルーンユニットの時には、せーじが風船王子、けーすけが風船ピエロにそれぞれ扮しパフォーマンスを披露していた。

## 受賞歴
- ダイナマイトショー（優勝）
- バーボン寄席（高信太郎賞受賞）
- 笑かして’90（審査員特別賞受賞）
- 見番寄席（最優秀賞受賞）